# فخر فيينا

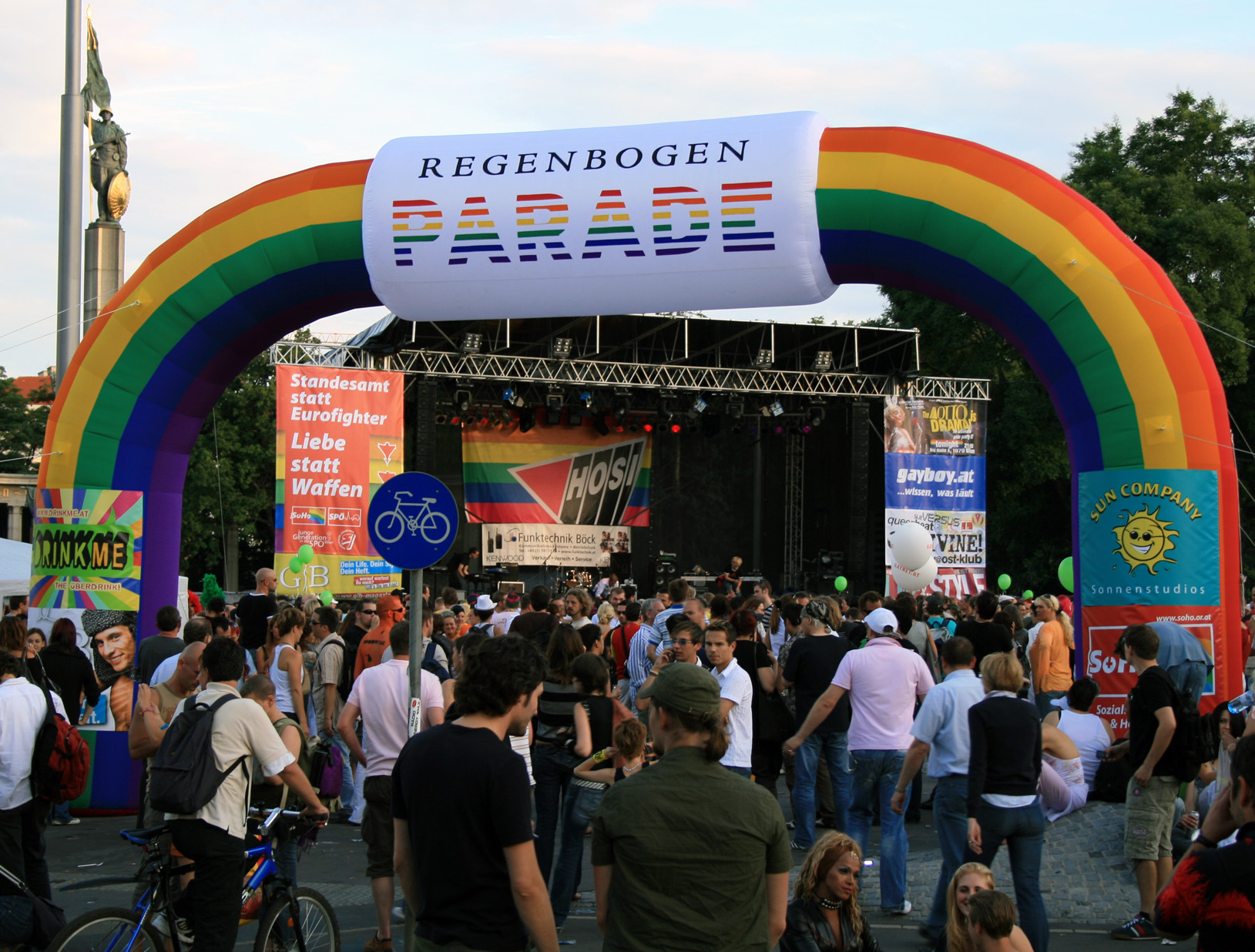

فخر فيينا احتفال يقام في العاصمة النمساوية كل عام لدعم المساواة و حرية أفراد مجموعة الإ جي بي تي. و يشمل الاحتفال مسيرة الفخر، و ينتهي بمسيرة قوس قزح التي تقام بطريق رينق ستاشي المعروف أيضا باسم خاتم فيينا.
أقيم أول عرض لقوس قزح يوم السبت 29 يونيو 1996 ، و نظمه منتدى المثليين والمثليات النمساويين. يقام موكب قوس قزح كل عام في نهاية يونيو / بداية يوليو في يوم السبت. و يمثل فخر فيينا واحدة من المظاهرات القليلة التي تجتاز طريق خاتم فيينا عكس اتجاه عقارب الساعة.
ابتداء من سنة 2003 ، يتم تنظيم العرض من قبل جمعية مبادرة مثليي فيينا.
سنة 2018، إمتد الفخر على مدة أسبوعين وانتهى بعرض قوس قزح يوم السبت 16 يونيو.
في سنتي 2001 و 2019، تم دمج الحدث مع مسيرة فخر أوروبا التي استضافتها فيينا.